# Matteo Fraccacreta
Matteo Fraccacreta (San Severo, 19 settembre 1772 – Torremaggiore, 23 marzo 1857) è stato uno storico e poeta italiano.

## Biografia
Laureato in giurisprudenza, fu docente nel seminario vescovile di Larino, poi in quello di San Severo, insegnando eloquenza, greco antico, geografia e diritto naturale dal 1814 al 1818, nonché fisica e matematica dal 1831 al 1836. Fu titolare della cattedra di agraria del comune sanseverese dal 1841 al 1845 e fu operoso corrispondente della Società economica di Capitanata.
È autore del Teatro topografico storico-poetico della Capitanata, e degli altri luoghi più memorabili e limitrofi della Puglia, monumentale ma farraginosa opera storica in versi (rapsodie) con dettagliato commento (parafrasi) edita in sei tomi tra il 1828 e il 1843; i primi cinque tomi furono stampati a Napoli, l'ultimo a Lucera (il quinto e il sesto sono incompleti). Nel 1976 fu completata la pubblicazione del sesto tomo, ma restano tuttora inedite diverse altre rapsodie colle relative parafrasi.
Nonostante l'infelice impostazione letteraria, che ne pregiudica pesantemente la fruizione, il Teatro topografico fraccacretiano ha rappresentato e rappresenta tuttora un'impressionante miniera di informazioni storiche, di trascrizioni epigrafiche, di descrizioni ambientali etc., e non a caso è segnalato tra le fonti di Mommsen per il Corpus inscriptionum Latinarum e di Kehr per l'Italia pontificia.
Poeta modesto, Fraccacreta fu anche autore di diversi componimenti d'occasione e di una raccolta poetica, La Musa del Daunio, che non fu pubblicata e risulta attualmente dispersa.